# The Virgin Queen (película de 1955)
The Virgin Queen (en España, El favorito de la reina; en Hispanoamérica, La reina tirana) es una película dramática histórica de 1955 dirigida por Henry Koster y con actuación de Bette Davis, Richard Todd y Joan Collins. Hecha en DeLuxe Color y en CinemaScope, se centra en la relación entre Isabel I de Inglaterra y Sir Walter Raleigh.
Fue la segunda vez que Davis interpretó a la monarca inglesa; la primero fue en The Private Lives of Elizabeth and Essex (1939). También fue la primera película de Hollywood del actor australiano Rod Taylor.
Charles LeMaire y Mary Wills fueron candidatos a un Oscar al mejor diseño de vestuario de una producción en color. LeMaire ganó, pero para otra película, Love Is a Many-Splendored Thing (1955).

## Trama
En 1581, Walter Raleigh (Richard Todd), recientemente regresado de los combates en Irlanda, presiona a los clientes de la taberna que no quieren liberar el barro del carro atascado de Robert Dudley, conde de Leicester (Herbert Marshall). Cuando Leicester le pregunta cómo puede devolver la amabilidad, Raleigh le pide una introducción a la Reina Isabel I (Bette Davis), para quien Leicester es un asesor de confianza. Leicester concede la solicitud.
A Isabel le gusta mucho Raleigh y su actitud franca, para disgusto de su actual favorito, Christopher Hatton (Robert Douglas). Mientras la corte se aventura afuera, Raleigh cubre su barro con gracia (un artículo costoso prestado de un sastre renuente) para que la reina no necesite ensuciar sus zapatos. En la cena, Raleigh revela su sueño de navegar hacia el Nuevo Mundo para cosechar las riquezas allí. Elizabeth decide convertirlo en el capitán de su guardia personal. Alista a su amigo irlandés, Lord Derry (Dan O'Herlihy).
Mientras tanto, Beth Throckmorton (Joan Collins), una de las damas de la reina en espera, conoce muy de cerca a Raleigh. La relación de Raleigh con ambas mujeres es tormentosa. Beth está celosa de sus atenciones a Elizabeth, mientras que la reina a menudo se irrita por su independencia y sus constantes conversaciones sobre el Nuevo Mundo. Hatton hace todo lo posible para inflamar su molestia, pero ella es demasiado lista para dejarse engañar.
Cuando Hatton le informa a Isabel que un irlandés es miembro de su guardia, Raleigh es despojado de su capitanía cuando protesta que su amigo es leal y se niega a despedirlo. Desterrado de la corte, Raleigh aprovecha la oportunidad para casarse en secreto con Beth. Poco después, sin embargo, es restaurado a favor de Elizabeth.
Finalmente, Isabel le otorga a Raleigh no las tres naves que desea, sino una. Entusiastamente comienza a hacer modificaciones. En privado, sin embargo, Isabel revela dentro de la audiencia de Beth que sus intenciones no incluyen que él haya abandonado Inglaterra. Cuando está tan informado, Raleigh hace planes para navegar a América del Norte sin permiso real.
Hatton le dice a la reina no solo del complot de Raleigh, sino también que está casado con Beth. Isabel ordena el arresto de la pareja. Raleigh retrasa a los enviados para detenerlo para que Derry pueda intentar llevar a Beth a la clandestinidad en Irlanda, pero son adelantados en el camino y Derry muere. Raleigh y Beth son condenados a muerte, pero al final, Elizabeth los libera. Zarparon hacia el Nuevo Mundo.

## Reparto
- Bette Davis: la Reina Isabel I.
- Richard Todd: Sir Walter Raleigh.
- Joan Collins: Elizabeth Throckmorton.
- Jay Robinson: Chadwick.
- Herbert Marshall: Robert Dudley, 1st Earl of Leicester.
- Dan O'Herlihy: Lord Derry.
- Robert Douglas: Sir Christopher Hatton.
- Romney Brent: el embajador francés.
- Leslie Parrish: Anne.
- Lisa Daniels: Mary.
- Rod Taylor: el capellán Gwilym (sin acreditar).
- Nelson Leigh: el físico (sin acreditar).